# Baktrien

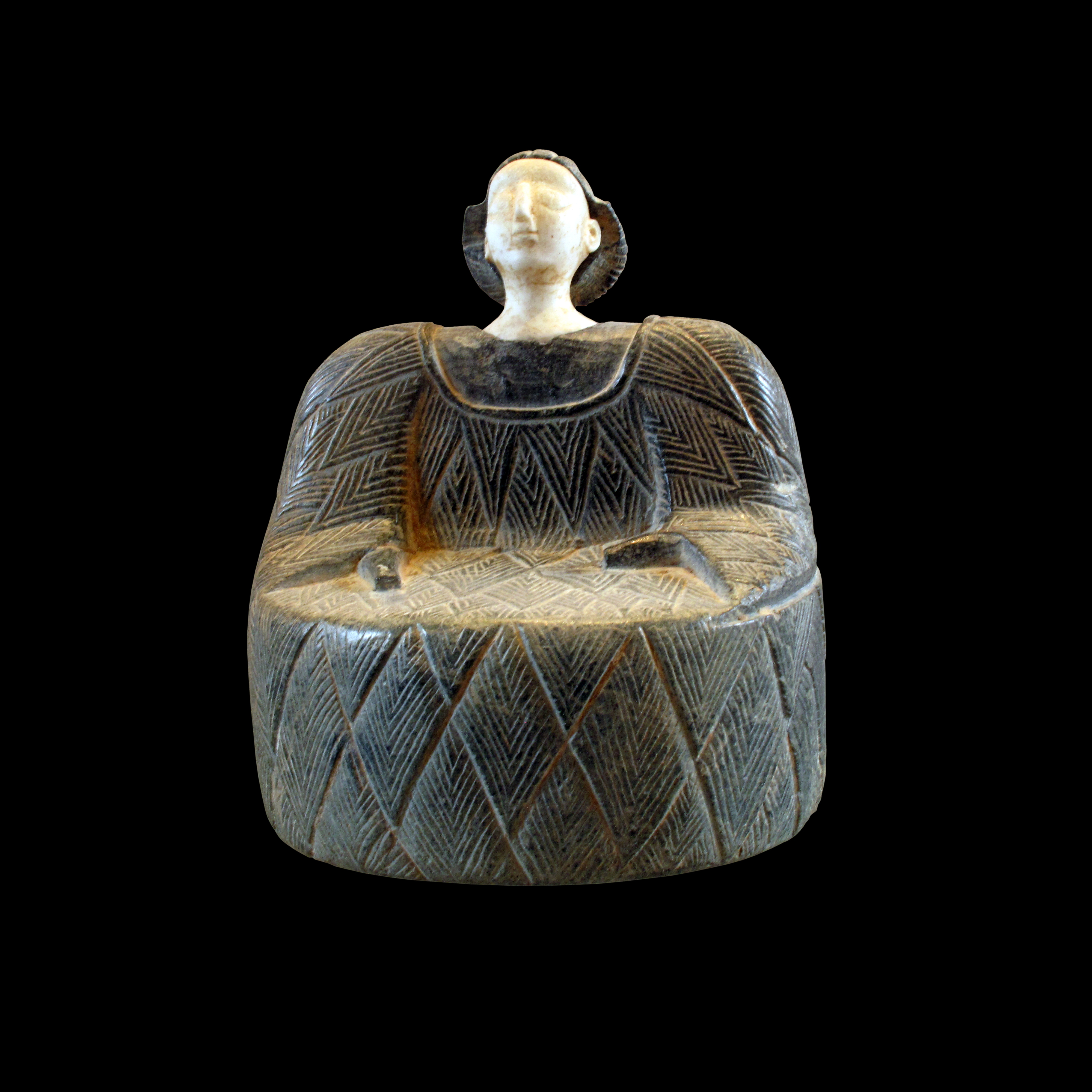
Baktrische Prinzessin, 2. Jahrtausend v. Chr.

Baktrien (persisch باختر Bākhtar, altpersisch Bāxtriš, avestisch Bāx’iš, altgriechisch Βακτριανή Baktriane, lateinisch Bactria, chinesisch 大夏, Pinyin Dà Xià) ist der historische Name einer Landschaft um die ehemalige Hauptstadt Baktra (das heutige Balch, Afghanistan), die nördlich des Hindukusch und südlich des Flusses Amudarja liegt. Das Gebiet, aus dem eventuell der Religionsgründer Zarathustra stammt, gehört heute großteils zum Norden Afghanistans sowie zu den südlichen Gebieten der zentralasiatischen Staaten Tadschikistan, Usbekistan und Turkmenistan. Die Bewohner Baktriens bildeten teils sesshafte und teils noch nomadisch lebende iranische Völker. Den Hauptanteil bildeten die Baktrer, einen kleineren die Skythen (genauer eigentlich: Saken).

## Geschichte

### Vorgeschichte

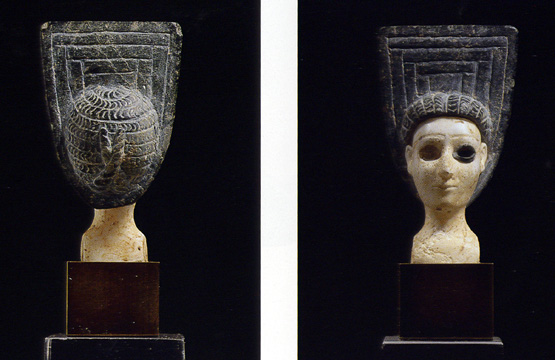
Baktrische Göttin Nana

Eine erste Besiedlung des Raumes lässt sich bereits in vorgeschichtlicher Zeit ausmachen. Im Spätneolithikum und der Kupfersteinzeit von etwa der Mitte des 5. Jahrtausends v. Chr. bis über die Mitte des 3. Jahrtausends v. Chr. hinaus ist die Gissar-Kultur nachweisbar. In der anschließenden Bronzezeit wechseln sich unterschiedliche Kulturen ab. Während im frühen und mittleren Abschnitt dieser Epoche die Ghirdaj-Kultur, die Šortugai-Kultur, die Dašly-Kultur, die Beškent-Vachš-Kultur und die Sapalli-Kultur anzusetzen sind, folgen ausgangs dieser Epoche die Tillja-Kultur, die Kučuk-Kultur, die Kyzyl-Kultur und die Tašguzor-Kultur.

### Perserzeit
Der persische Großkönig Kyros II. eroberte Baktrien um 538 v. Chr. und machte es zu einer der „oberen“ Satrapien des Achämenidenreichs. Das Land war für seine Fruchtbarkeit, seine Pferde und seinen Reichtum berühmt. Es wurde daher auch das „Reich der 1000 Städte“ genannt. Das lässt vermuten, dass der Urbanisierungsgrad Baktriens sehr hoch war. Die baktrische Reiterei war ein wichtiger Bestandteil des persischen Heeres. Einige archäologische Stätten, wie Kyzyltepa oder Kindyktepa, können in diese Zeit datiert werden.

### Alexander der Große
Nach der weitgehenden Eroberung Persiens durch Alexander den Großen um 330 v. Chr. versuchte der Satrap von Baktrien, Bessos, sich zum König von Baktrien zu erheben, doch unterlag er Alexander. Bessos ließ Dareios III. in Baktrien ermorden, nachdem dieser von Stadt zu Stadt Zuflucht vor Alexander gesucht hatte. Bessos selbst wurde später an Alexander ausgeliefert und getötet.

### Hellenistische Phase

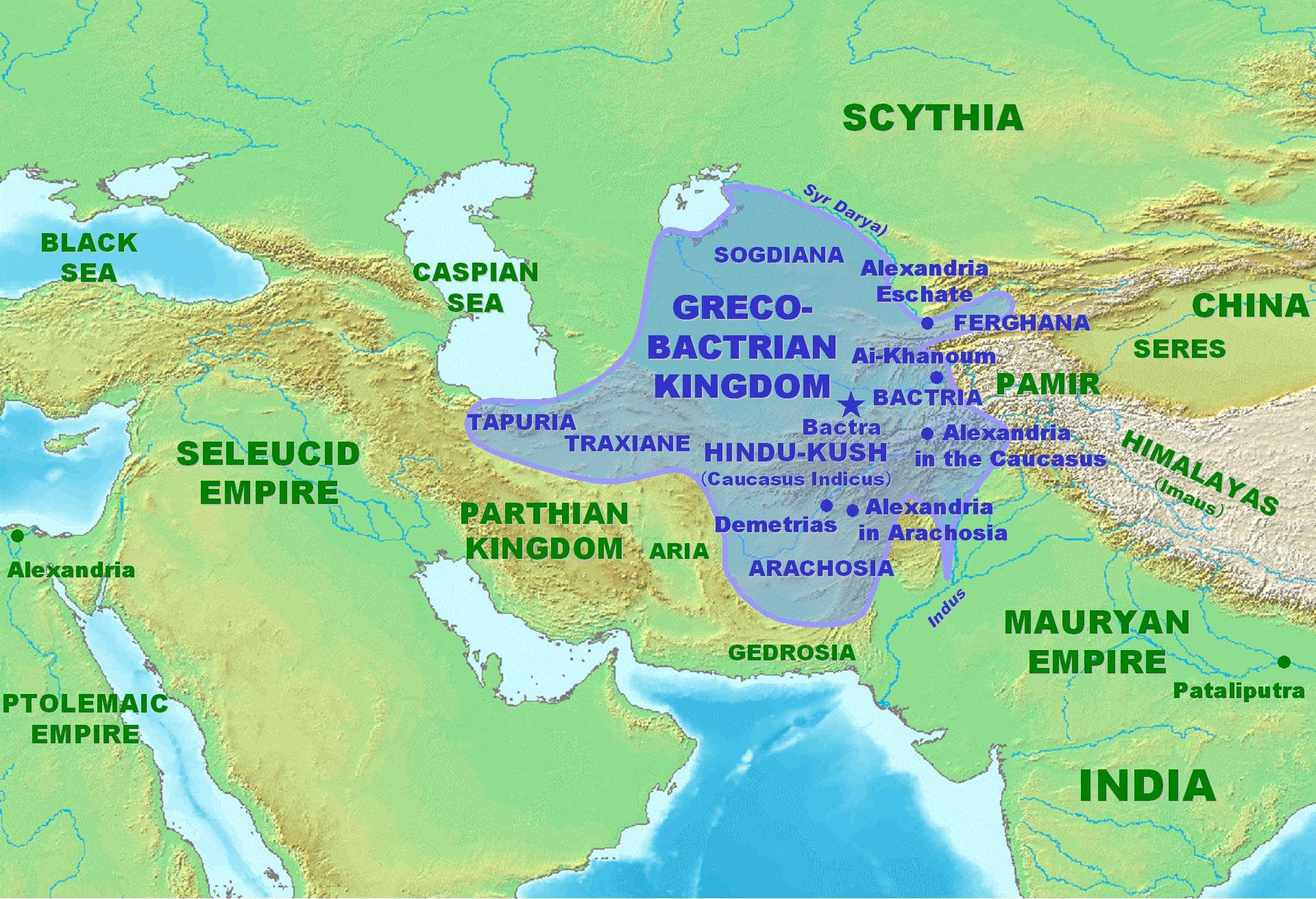
Das griechisch-baktrische Reich in seiner maximalen Ausdehnung um 180 v. Chr.

Nach Alexanders Tod im Jahr 323 v. Chr. bekämpften sich dessen Nachfolger, die Diadochen, und beseitigten seine Familie. Baktrien fiel am Ende der Diadochenkriege an Seleukos I., einen der ehemaligen Feldherren Alexanders, und an das nach ihm benannte Seleukidenreich. Seleukos’ Sohn Antiochos I. bemühte sich von Baktrien aus, der wachsenden Macht des indischen Maurya-Reichs Herr zu werden. Da die Seleukiden das von ihren zentralen Herrschaftsgebieten, Syrien und Mesopotamien, weit entfernte Gebiet jedoch nicht effektiv kontrollieren konnten, machten sich schon bald separatistische Tendenzen bemerkbar. Der seleukidische Statthalter Diodotos spaltete um 240 v. Chr. Baktrien vom Seleukidenreich ab und machte sich unabhängig. Bald darauf wurde Baktrien zudem durch die Angriffe der Parther vom Rest des Reiches isoliert.
Damit begründete Diodotos das griechisch-baktrische Reich, das sich über fast ganz Khorasan ausbreitete und später auch einen Teil Indiens umfasste. Antiochos III. stieß Ende des 3. Jahrhunderts v. Chr. noch einmal bis nach Baktrien vor, doch mehr als eine formale Unterordnung des Landes erreichte er nicht. Nach einem Krieg zwischen Demetrios und Eukratides spaltete sich das Land 80 Jahre nach seiner Loslösung vom Seleukidenreich in das griechisch-baktrische und das indo-griechische Reich. Beide wurden von den Parthern und Saken hart bedrängt. Als ihre bedeutendsten Könige werden die Griechen Alexandros und Hermaios genannt. Die Parther eroberten den Süden Khorasans (heute Afghanistan), die Saken wanderten nach Sistan ein, wo sie teilweise sesshaft wurden. Ein Teil der Saken ließ sich auch nördlich des Hari-Rud nieder.
141–129 v. Chr. wurde Baktrien von den Yuezhi überrannt. Auf Hermaios folgte im 1. Jahrhundert v. Chr. ein nichtgriechischer König, Kujula Kadphises (Kuschana, Yuezhi-Reich).
Im 1. Jahrhundert n. Chr. herrschte der von den Parthern abstammende König Gondophares über den größten Teil des Reichs; unter ihm verkündete nach der Legende der heilige Thomas das Christentum in Baktrien. Bis 200 herrschte die Dynastie der Turuschkas, bis die Herrschaft der Kuschana und (im Südwesten) der neupersischen Sassaniden diesem Rest hellenistischer Kultur im Osten ein Ende machte und das Griechische wieder durch einheimische Sprachen verdrängt wurde.

### Kuschana

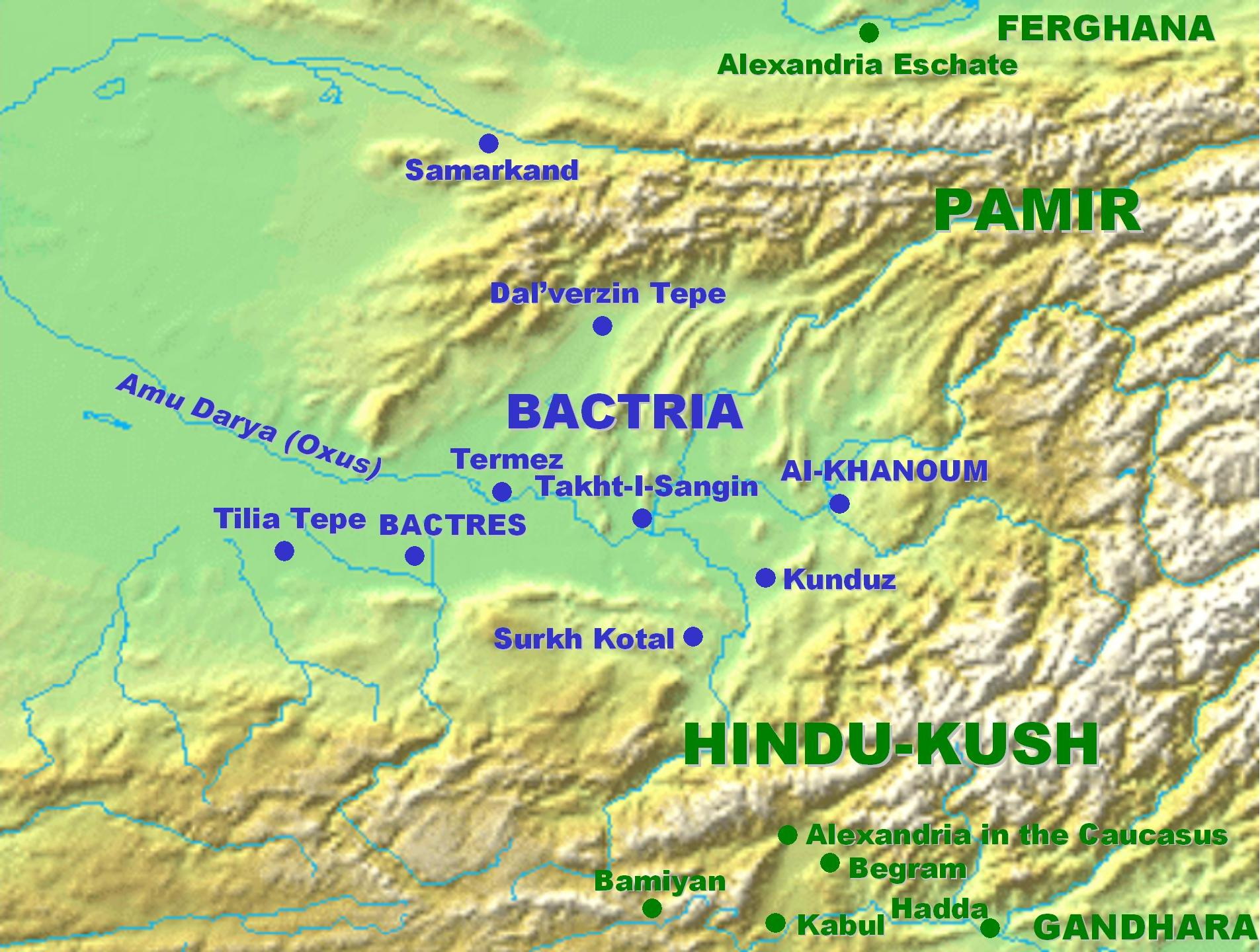
Einige wichtige Städte in Baktrien

Nach der Eroberung Baktriens durch die Kuschana wurden diese in Baktrien kulturell und sprachlich assimiliert. So nahmen die Kuschana die baktrische Sprache, Kultur und sogar Religion an. Später konvertierten auch einige Herrscher zum Buddhismus. So war der Herrscher der Kuschana Kanischka I. selbst ein Zoroastrier. Das beweist der Fund eines zoroastrischen Feuertempels in Baghland, den Kanischka sich gewidmet hatte. Die Kuschana errichteten ein Reich, das sich vom Aral-See bis zum westlichen China und nach Zentral-Indien erstreckte. Damit war Baktrien neben dem Sassaniden-Reich, dem Kaiserreich China und Rom das mächtigste Reich der damaligen Welt und gleichzeitig eines der höchstentwickelten. Baktrien, generell, Khorasan wurde zum Zentrum von Wissenschaft, buddhistisch-hinduistischer Theologie und Weltwirtschaft. Auch die 2001 von den paschtunischen Taliban zerstörten Buddha-Statuen im Bamyan-Tal gehen auf die Zeit der Kuschana zurück. All diese Leistungen waren sowohl durch die Seidenstraße als auch durch die Popularität der Kuschana sowohl in Asien als auch in Europa bedingt.
Mit dem Aufkommen der Sassaniden im Westen verschmolz die Kuschana-Zivilisation mit der der Sassaniden. Viele Gelehrte und Historiker sprechen daher von einer kuschano-sassanidischen Zivilisation.

### Iranische Hunnen
Bald tauchten die sogenannten iranischen Hunnen auf, die aber sehr wahrscheinlich in keiner direkten Beziehung zu den Hunnen in Europa standen. Der Begriff der iranischen Hunnen geht auf die numismatischen Forschungen Robert Göbls zurück. Als Gruppen der „iranischen Hunnen“ (vgl. auch Chioniten) beide Reiche überfielen, waren es in erster Linie die Kuschana, die die fremden Krieger aus Khorasan vertrieben. Die Herrschaft der Kuschana dauerte fast vier Jahrhunderte, bis sie von den Kidariten unter ihren Anführer Kidara ersetzt wurden. Auf die Kidariten folgten drei weitere Wellen der iranischen Hunnen: Die Alchon-Gruppe (die im frühen 6. Jahrhundert nach Nordwestindien expandierte), die Nezak-Gruppe (die im Raum von Kabul herrschte) und schließlich die Hephthaliten.
Die Hephtaliten (auch als „weiße Hunnen“ bezeichnet) wurden in Baktrien die neuen Herrscher und übernahmen die baktrische Sprach- und Administrationstradition. Die Hephtaliten errichteten sowohl in Khorasan als auch im heutigen Iran für kurze Zeit ein eigenes Reich. Zeitweise war sogar das Sassanidenreich tributpflichtig, bis Chosrau I. mit Hilfe türkischer Nomaden das Hephthalitenreich völlig zerschlug. Daraufhin wurde Baktrien wieder eine persische Provinz, während die Länder jenseits des Oxus (Transoxanien) von den Türken eingenommen wurden.

### Auflösung durch Assimilation
Infolge der Islamischen Expansion (642 Schlacht bei Nehawand mit den Sassaniden, 712 Eroberungen an Chinas Grenze) wurde Baktrien Teil des arabischen Kalifats. Zur gleichen Zeit wurde das Land von vor den Arabern flüchtenden Persern heimgesucht. Wie in Gandhara machten die Immigranten die Hauptbevölkerung aus und assimilierten komplett die eigentliche indigene Bevölkerung. Nach den Forschern Dupree und Richard Nelson Frye war die Zahl der persischstämmigen Bevölkerung so hoch, dass sie in kurzer Zeit bzw. im Laufe der folgenden 200 Jahre die einheimische, Ost-Iranisch sprechende Bevölkerung assimilierte. Nur vereinzelt überlebten die ost-iranischen Dialekte. Überbleibsel der persisch-baktrischen Bevölkerung, die heute noch östliche Dialekte sprechen, sprechen Pamiri.
Seit dem 10. Jahrhundert wurde das Gebiet Baktriens von verschiedenen persischen, türkischen und mongolischen Dynastien beherrscht, später schließlich im 18. Jahrhundert von den Paschtunen.
Im 19. Jahrhundert stritten sich auch Großbritannien und das zaristische Russische Reich um die Einflussnahme in dieser Region (sogenanntes Great Game).

## Das „Gold von Baktrien“

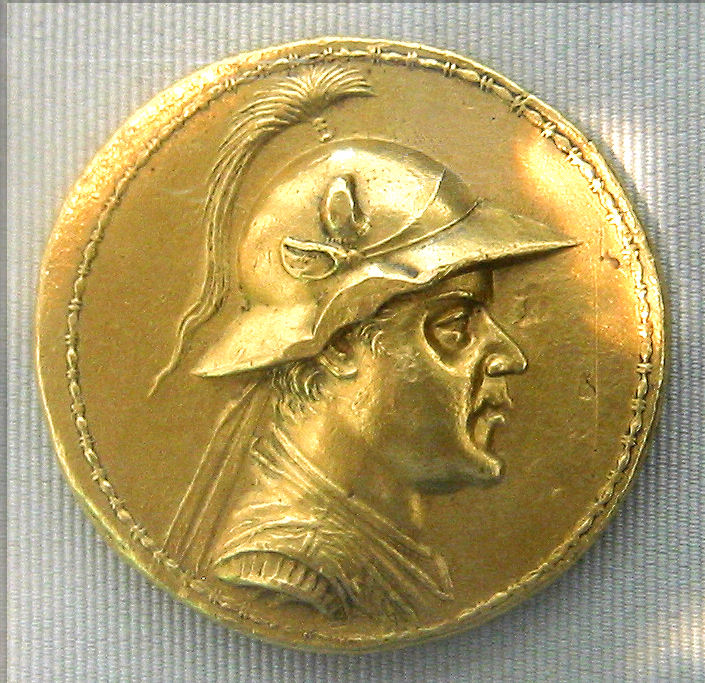
20-facher Goldstater des Eukratides I.

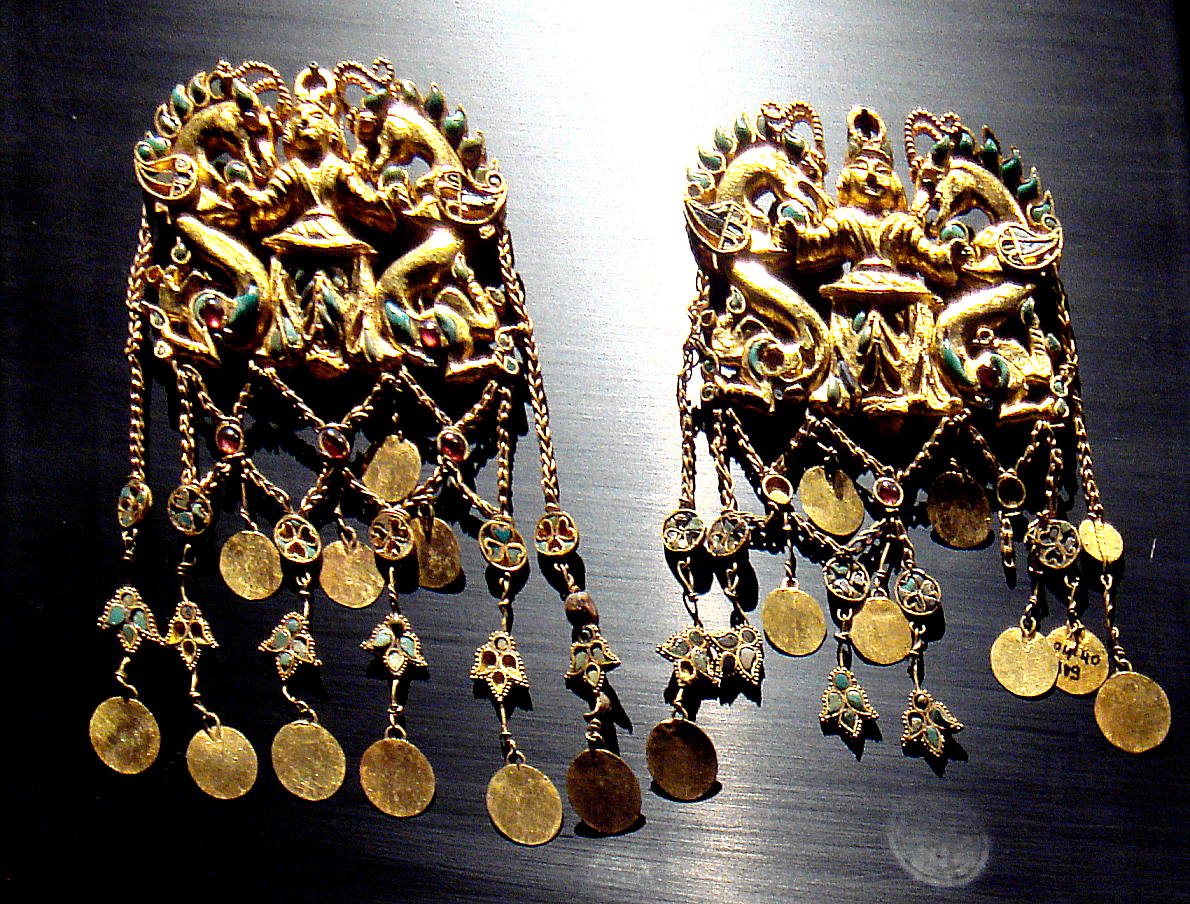
Könige mit Drachen, Tilla Tepe, 1. Jahrhundert v. Chr.

Baktrien war schon in der Antike bekannt für sein Gold. Das Baktrische Gold war legendär. Schon der persische König Dareios I. nennt Gold aus Baktrien in seiner Bauinschrift zum Palast von Susa. Allerdings war Baktrien nur ein Zwischenhändler. Die eigentliche Herkunftsregion war dagegen Sibirien, von wo es nach Baktrien gehandelt wurde. Obwohl griechisch-baktrische Goldmünzen nicht sehr zahlreich sind, stammt doch die größte antike Goldmünze aus Baktrien und ist eine Prägung von Eukratides I. (etwa 171 bis 145 v. Chr.).
Der Begriff Gold von Baktrien wird neuerdings wieder aufgegriffen, um auf einen reichen Goldschatz zu verweisen. Ende der 1970er Jahre fanden sowjetische Archäologen unter Wiktor Iwanowitsch Sarianidi im heutigen Afghanistan bei Tilla Tepe die Überreste eines antiken Gräberfelds. Aus sechs Gräbern konnten mehr als 20.000 großteils aus Gold und Halbedelsteinen bestehende Objekte geborgen werden, die einen der bedeutendsten archäologischen Funde des 20. Jahrhunderts darstellen. Wegen der unruhigen politischen Lage mussten die Grabungen abgebrochen werden, wobei die Sammlung dem Nationalmuseum Kabul übergeben wurde. Im Jahr 1989 wurden sie in der im Präsidentenpalast befindlichen Zentralbank deponiert. Erst 2004 konnten die zwischenzeitlich verloren geglaubten Funde in den dortigen Kellerräumen geborgen werden. Sie hatten die Wirren der Kriegsjahre völlig unbeschadet überstanden.

Rekonstruierte baktrische Kleidung, Gebiet Kofarnihon. Ethnographisches Museum, Duschanbe, Tadschikistan
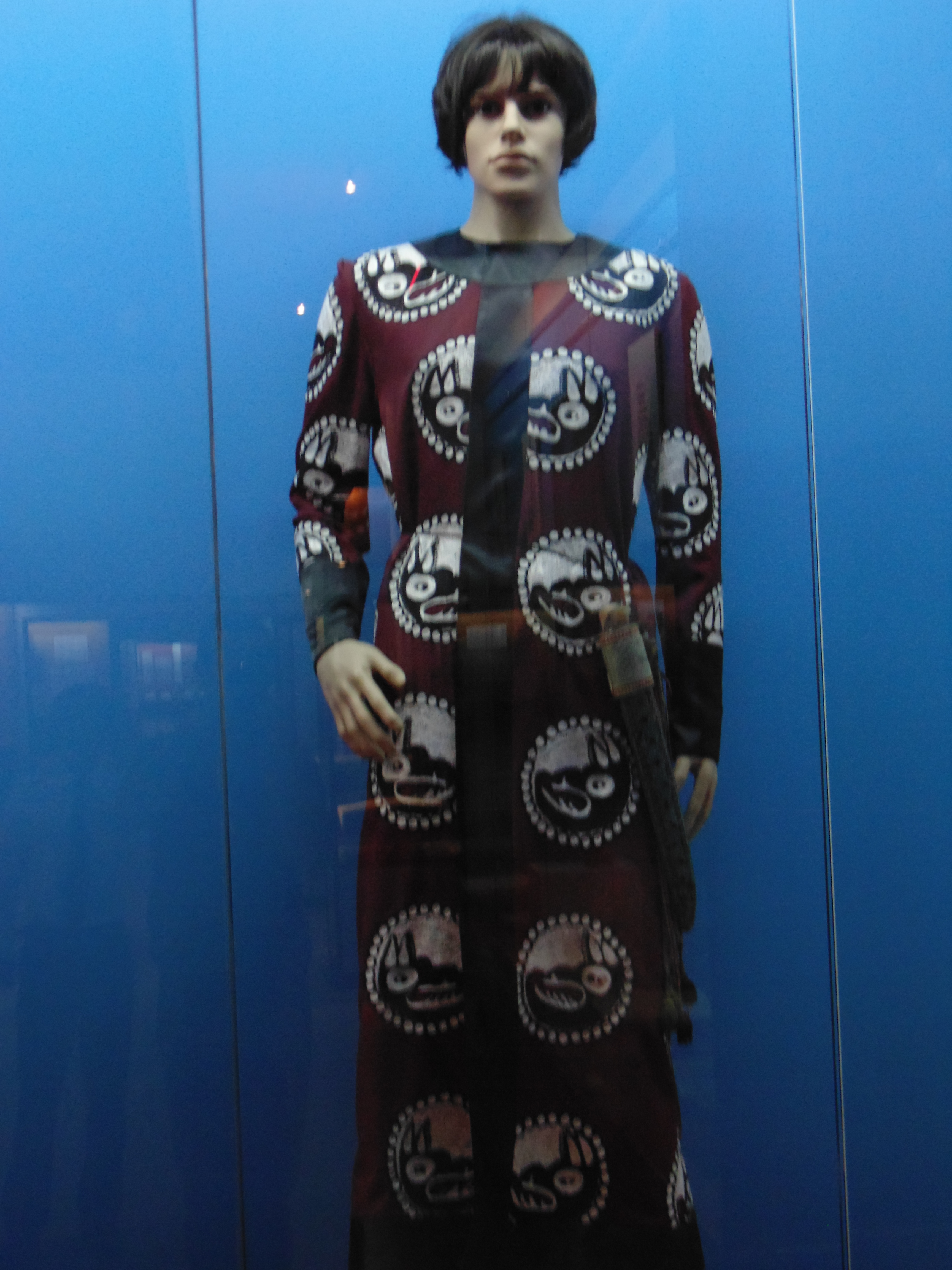
Männerkleidung
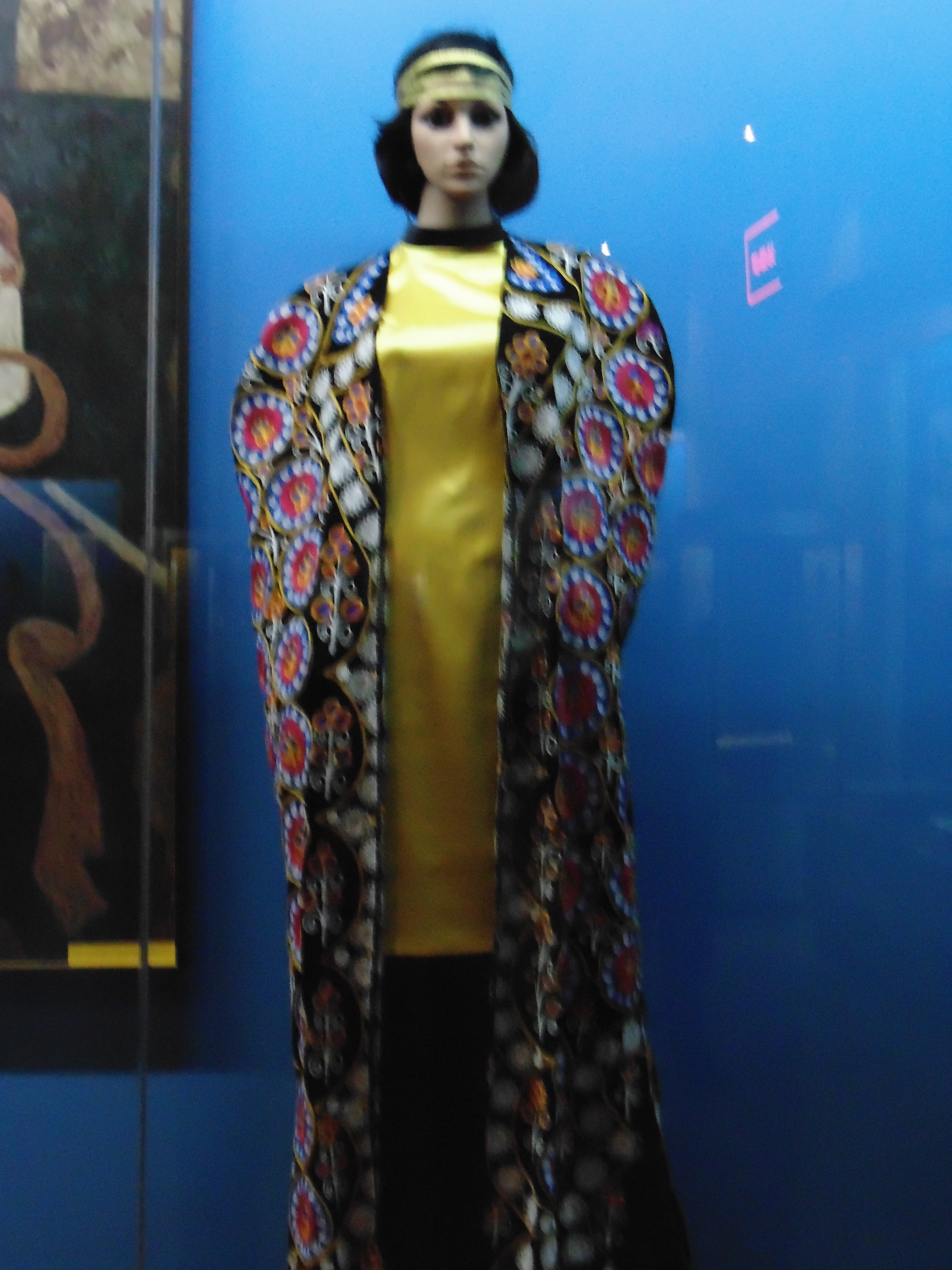
Frauenkleidung
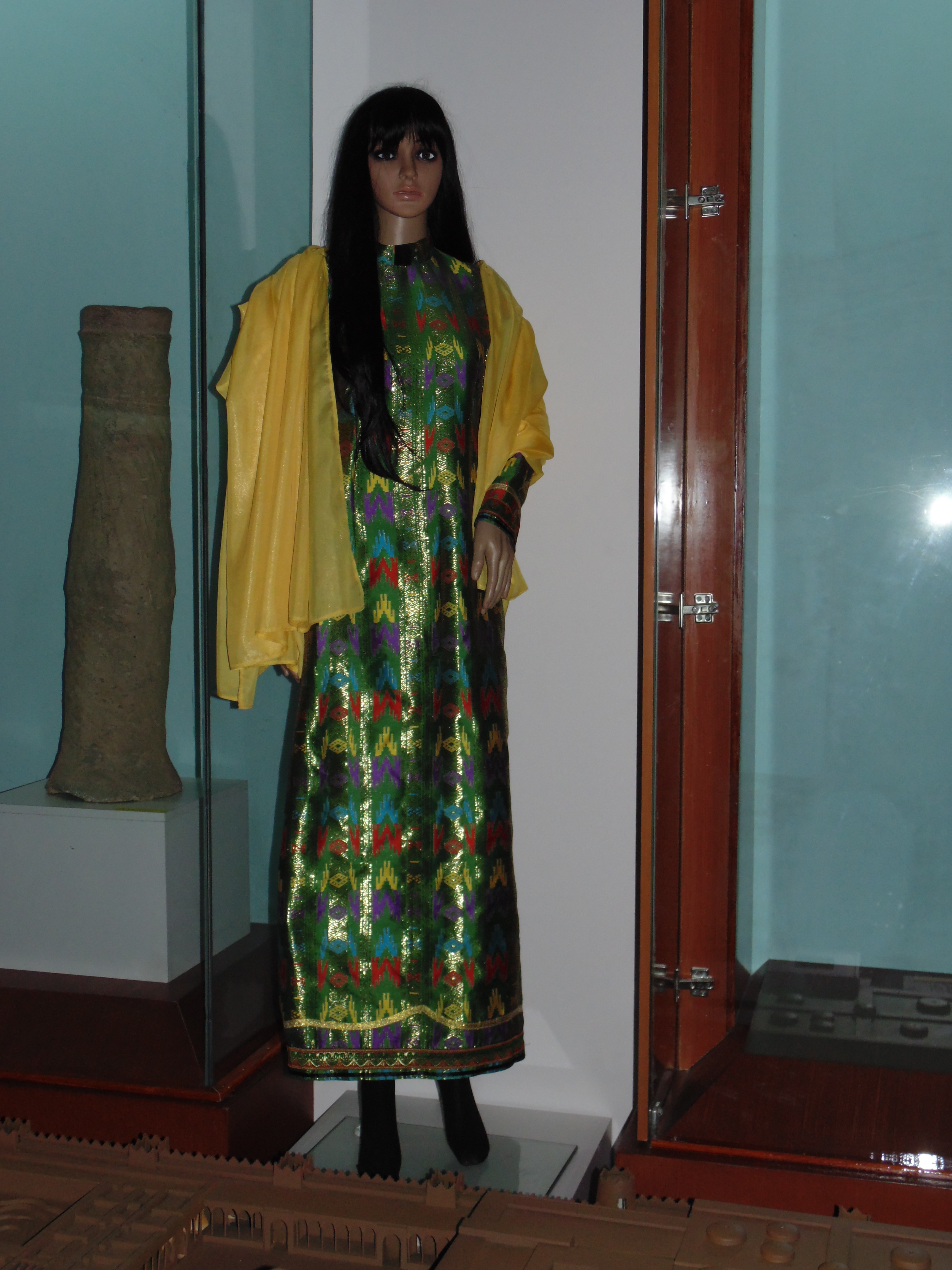
Frauenkleidung
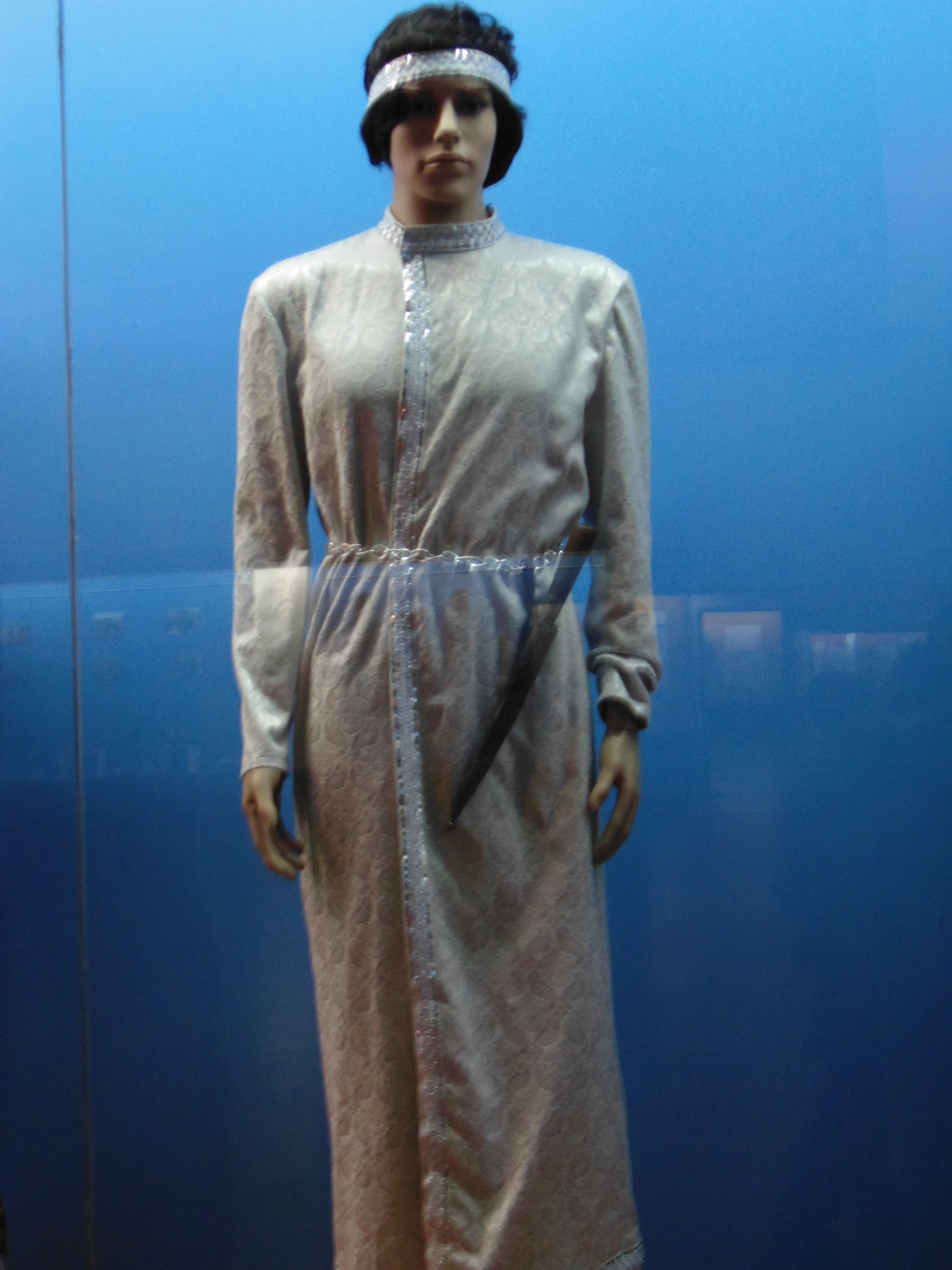
Männerkleidung